# Пјано Панталео (Палермо)
Пјано Панталео је насеље у Италији у округу Палермо, региону Сицилија.
Према процени из 2011. у насељу је живело 743 становника. Насеље се налази на надморској висини од 236 м.